# Irish State Coach

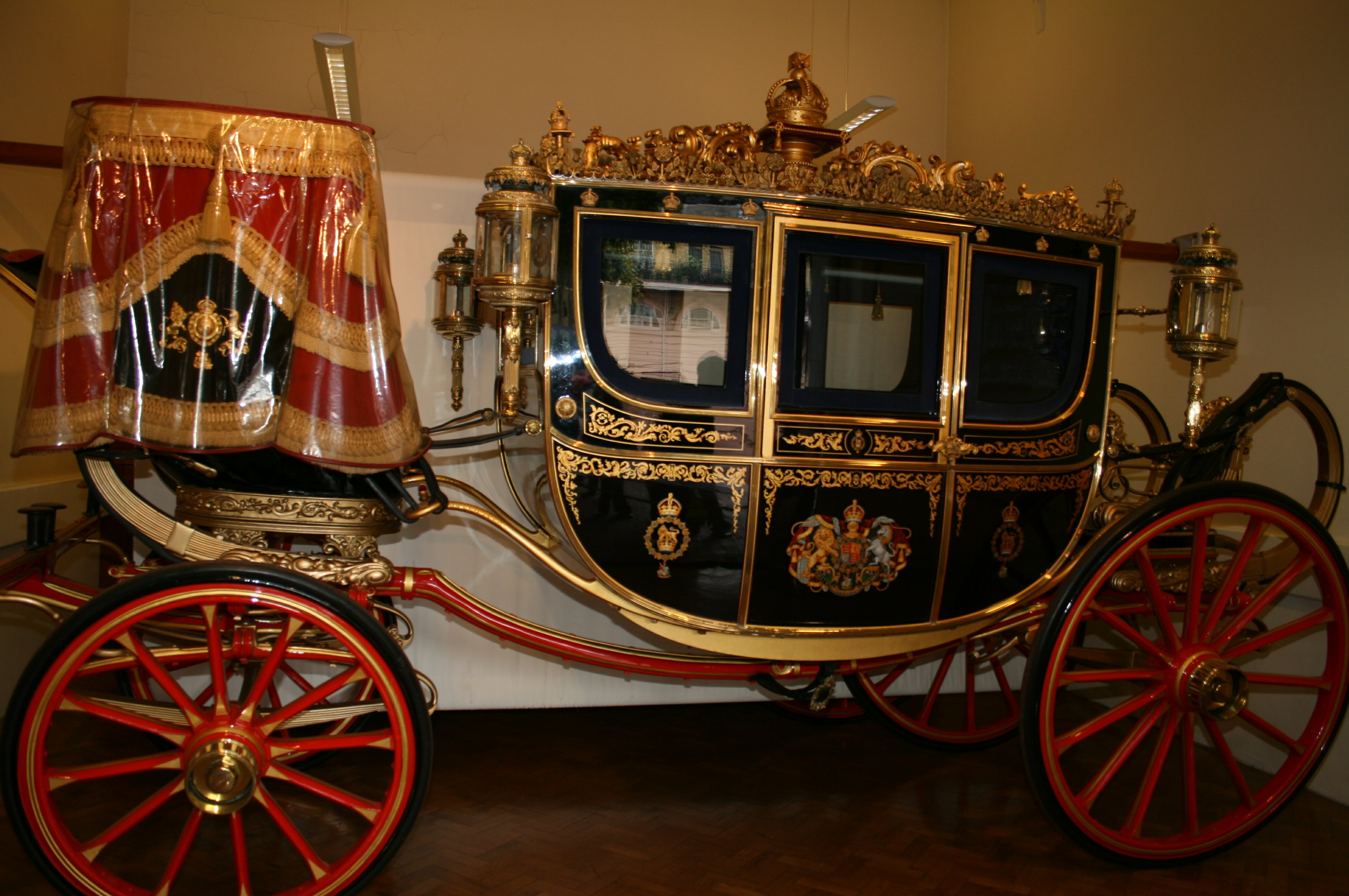
O Irish State Coach no The Royal Mews

O Irish State Coach (em português: Carruagem de Estado Irlandesa) é uma carruagem fechada de quatro cavalos usada pela família real britânica. É a carruagem tradicional puxado por cavalos em que o monarca britânico viaja do Palácio de Buckingham para o Palácio de Westminster para abrir formalmente a nova sessão legislativa do Parlamento do Reino Unido.

## História e uso atual
O original Irish State Coach foi construído como um empreendimento especulativo em 1851 pela John Hutton & Sons de Dublin, que detinha uma Royal Warrant como construtores de carroçarias para a rainha Vitória. Exibido na Grande Exposição Industrial de 1853, foi admirado pela Rainha, comprado e entregue aos Royal Mews. A partir de 1861, tornou-se a carruagem preferida da rainha, pois ela se recusou a usar o treinador do Estado Dourado após a morte do príncipe Alberto.

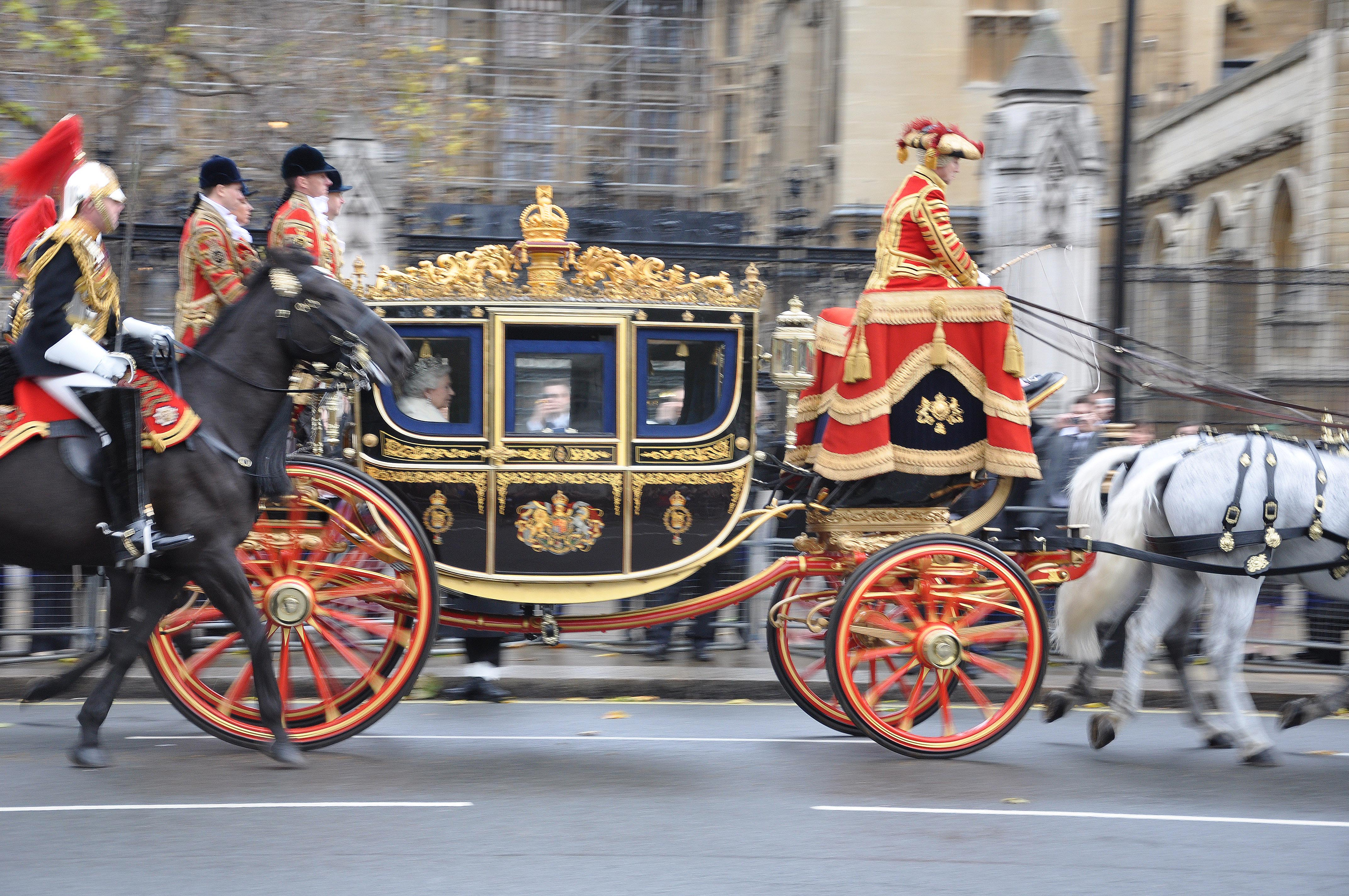
Em uso na abertura do Estado do Parlamento pela rainha Isabel II.

Sob o comando de Eduardo VII, quando o uso do treinador Gold foi retomado, o treinador irlandês foi disponibilizado para o Príncipe de Gales usar e decorado com sua insígnia. Antes de sua coroação como Jorge V, o treinador foi enviado para uma reforma nas oficinas da Barker & Co. de Notting Hill. Enquanto lá, em 1911, foi amplamente danificado pelo fogo (com apenas a estrutura de metal deixada intacta); no entanto, Barkers reconstruiu completamente o desenho original no espaço de dezenove semanas, a tempo de ser usado na procissão da coroação.
Após o final da Segunda Guerra Mundial, o treinador do Estado irlandês (no lugar do treinador de ouro) passou a ser usado habitualmente pelo monarca na abertura do Parlamento, bem como para transmitir o rei Jorge VI e a então princesa Elizabeth para Abadia de Westminster para seu casamento com o príncipe Filipe, duque de Edimburgo. Depois de 1988, o Australian State Coach foi usado em algumas ocasiões (especialmente no tempo frio), e em 1989 foi aproveitada a restauração completa do ônibus irlandês a ser realizado pelos restauradores da Royal Mews (a primeira vez que uma restauração tão extensa foram realizadas internamente). Desde então, o Irish State Coach continuou a ser usado intermitentemente pela Rainha para a abertura do Parlamento (e em outras ocasiões); nos últimos anos, com a rainha fazendo uso do treinador do Estado do Jubileu de Diamante, o treinador irlandês levou o Príncipe de Gales e a Duquesa da Cornualha às Aberturas do Estado.

## Descrição
O exterior é azul e preto com decoração dourada e o interior é coberto de damasco azul. Normalmente, ele é acionado a partir do assento da caixa usando dois ou quatro cavalos (embora também possa ser acionado com a caixa removida). Juntamente com vários outros treinadores do estado real, ele é armazenado no Royal Mews, onde pode ser visto pelo público.